# Les 100 plus belles courses
Les 100 plus belles courses ("Os 100 mais belos percursos") é o título em francês de uma coleção de guias (os Topos) sobre  alpinismo, escalada e pedestrianismo, que são dirigidos pelo grande alpinista francês Gaston Rébuffat. 
Dividida em "Maciço do Monte Branco" e "Maciço dos Écrins", a coleção tem atualmente 28 títulos que foram redigidos por alpinistas, guias de montanha ou simples conhecedores da montanha, e cada número apresenta-se como uma série de itinerários classificados por ordem de dificuldade. 
G. Rébuffat fez um guia sobre o Maciço do Monte Branco, outro sobre o Maciço dos Écrins, e um terceiro sobre as Calanques de Marselha, de onde era originário. Se a evolução das práticas fez envelhecer alguns guias - e em particular as da escalada onde os processos foram maiores - curiosamente, são precisamente os guias de G. Rébuffat os considerados como os clássicos.

## Guias
Lista de alguns dos grandes nomes de guia de alta montanha e/ou alpinista, e sequência dos títulos dos guias segundo a data de publicação, razão pela qual os dois primeiros são de Gaston Rébuffat. 
1. Gaston Rébuffat, Le massif du Mont-Blanc - Les 100 plus belles courses, 1973
2. Gaston Rébuffat, Le massif des Écrins - Les 100 plus belles courses, 1975
3. Patrice de Bellefon, Les Pyrénées - Les 100 plus belles courses et randonnées, 1976
4. Charles Maly, Le massif de la Vanoise. Les 100 plus belles courses et randonnées, 1977
5. Pierre Minvielle, Grottes Et Canyons. Les 100 Plus Belles Courses Et Randonnées, 1977
6. Michel Vaucher, Les Alpes Valaisannes. Les 100 plus belles courses et randonnées, 1979
7. Jean Marie Morisset, Les Alpes Du Soleil. Haut-Var, Vésubie, Tinée, Royan, Saint-Jeannet, Ubaye, Queyras, Viso. Les 100 plus belles courses et randonnees, 1979
8. Gaston Rébuffat Calanques, Sainte Baume, Sainte Victoire. Les 400 Plus Belles Escalades Et Randonnées, 1980
9. Patrick Cordier, Les Préalpes du Sud. Vercors, Verdon, Dévoluy. Les 100 plus belles courses et randonnées, 1981
10. Gian Carlo Grassi, Grand paradis et les vallées du Lanzo. Les 100 plus belles courses et randonnées, 1982
11. Hans Grossen, L'Oberland Bernois. Les 100 plus belles courses et randonnées, 1982
12. Gino Buscaini, Les Dolomites orientales. Les 100 plus belles courses et randonnées, 1983
13. Claude Jager et Jacques Martin Les Préalpes du Nord. Dents du Midi, Chablais, Haut-Faucigny, Bornes, Bauges, Chartreuse. Les 100 plus belles courses, 1983
14. Anselme Baud, Les Alpes du nord à skis. Aravis, Mont-Blanc, Chablais, Beaufortin, Faucigny. Les 100 plus belles descentes et randonnées, 1983
15. André Bertrand, Le Haut Dauphiné à Ski. Vercors, Chartreuse, Belledonne, Romanche, Cerces, Thabor, Guisanne, Queyras, Durance, Champsaur, Dévoluy, Ecrins. Les 100 plus belles descentes et randonnées, 1984
16. Jean Durry et Jacques Seray Les 100 Plus Belles Randonnées Du Cyclotourisme. France - Suisse - Allemagne - Italie - Belgique - Luxembourg - Espagne, 1984
17. Romain Vogler Les États-Unis : Shawangunks, Colorado, Yosemite..., 1984
18. Giuseppe Miotti et Allesandro Gogna, Du Badile À La Bernina - Bergell Disgrazia Engadine. Les 100 plus belles courses et randonnées, 1985
19. Jean-Claude Droyer, Escalade. Les plus belles falaises d'Europe de l'Ouest, 1985
20. Annick et Serge Mouraret, Massif Central. Auvergne, Causses, Cévennes. Les 100 plus belles courses et randonnées, 1985
21. Henri Agresti et Jean-Paul Quilici, La Corse. Les 100 plus belles courses et randonnées, 1986
22. Gino Buscaini et Silvia Metzelin, Les Dolomites occidentales. Les 100 plus belles courses et randonnées Traduit de l'italien par Carole Naggar, 1987
23. Denis Berthollet Les Alpes valaisannes à ski. Les 100 plus belles descentes et randonnées, 1987
24. Jacques Audibert, Les Alpes du Sud à ski. Les 100 plus belles descentes et randonnées, 1988
25. Claude Dendaletche,Montagnes sauvages D'Europe. Les 100 plus belles randonnées du naturaliste, 1988
26. Marc Breuil, Ski nordique. France, Scandinavie, Grand Nord. Les plus belles randonnées, 1989
27. Bernard Domenech, Le Maroc : les plus belles courses et randonnées, 1989
28. Daniel Anker et Hans Grossen L'Oberland Bernois à skis. Les 100 plus belles descentes et randonnées, 1990

## Maciço do Monte Branco
Nas Aiguilles de Chamonix encontram-se alguns dos percursos descritos nestes guias - Topos - como são conhecidos pelos alpinistas.
Artigos sobre o Maciço do Monte Branco a que fazem referência os guias:
1. Clocher - Clochetons de Planpraz : Travessia
2. Glacier des Bossons : Escola de gelo
3. Aiguille de l'Index : Aresta SE
4. Aiguille de la Glière : Aresta S
5. Aiguille de la Persévérance : Aresta NE
6. Aiguille du Pouce : Face S - Via das Dalles
7. Dalle de l'Amône
8. Toit de Sarre
9. Aiguille des Petits Charmoz : Travessia
10. Petite Aiguille Verte : Via normal
11. La Tour Ronde : Aresta SE & Vallée Blanche
12. Aiguille Croux : Face S & Pontade l'Innominata : Aresta S
13. Dômes de Miage : Travessia
14. Tour Noir : Travessia
15. Aiguille du Tour : Aresta da Table do Roc
16. Aiguille du Moine : Aresta S
17. Mont Blanc du Tacul : Via normal & Aiguille du Midi : Aresta das  Cosmiques
18. Aiguille de l'M : Aresta NNE
19. Aiguille d'Argentière : Via normal, pelo Glacier do Milieu
20. Pyramide du Tacul : Aresta E
21. Aiguille du Midi & Aiguille du Plan : Travessia
22. Dent du Requin : Aresta SE
23. Grandes Jorasses : Via normal
24. Mont Blanc : Via normal
25. Aiguille des Pélerins : Aresta Grütter
26. Aiguilles Dorées : Travessia
27. Pointe des Ecandies : Travessia
28. Aiguille du Chardonnet : Aresta Forbes
29. Les Courtes : Face NE
30. Mont Blanc : Via das Aiguilles Grises
31. Aiguille du Peigne : Via normal & Aiguille das Pélerins : Via Carmichaël
32. Aiguille des Grands Charmoz - Grépon : Travessia e Via normal
33. Aiguille de Rochefort : Travessia das arestas & Dent du Géant
34. Aiguille de Blaitière, Les Ciseaux & Aiguille du Fou : Travessia
35. La Tour Ronde : Face N
36. Aiguille de Tré-la-Tête : Travessia
37. Trident du Tacul : Via Lépiney
38. Les Courtes & Aiguilles Ravanel et Mummery : Travessia
39. Petites Jorasses : Aresta S
40. Petit Dru & Grand Dru : Travessia
41. Aiguille Verte : Corredor Whymper
42. Aiguille Croux : Face SE
43. Aiguille du Chardonnet : Eperon N
44. Dent du Requin : Face E
45. Mont Dolent : Aresta N
46. Aiguille de l'M : Voies Ménégaux et Couzy
47. Aiguille du Plan : Aresta Ryan
48. Pain de Sucre de l'Envers du Plan : Face N
49. Aiguille de Bionnassay : Face NE & Mont Blanc : Travessia
50. Mont Maudit : Aresta da  Tour Ronde
51. Aiguille du Moine : Face E
52. Aiguille du Peigne : Aresta des Papillons, face W, pilier NW, face NW e aresta N
53. Pointe Lachenal : Face SSE & Aiguille du Midi : Esporão das Cosmiques
54. Aiguilles du Diable & Mont Blanc du Tacul : Travessia
55. Aiguille du Midi : Face S
56. Mont Blanc : Esporão da Brenva
57. Dent du Géant : Face S
58. Pic Adolphe Rey : Via Salluard
59. Mont Blanc du Tacul : Corredor Gervasutti
60. Le Minaret : Esporão SE & Face S directa
61. Aiguille du Peigne : Via Vaucher
62. Aiguille du Midi : Esporão Frendo
63. Petit Clocher du Portalet : Face E & Aresta SE
64. Pic de Roc & Aiguille du Grépon : Travessia
65. Aiguille d'Argentière : Face N
66. Grandes Jorasses : Aresta das Hirondelles
67. Aiguille de la Brenva : Face E
68. Dent du Crocodile : Aresta E
69. Aiguille du Plan : Face N
70. Mont Maudit : Via Crétier
71. Aiguille de Blaitière : Face W
72. Mont Blanc du Tacul : Pilier Boccalatte
73. Arestas de Rochefort & Grandes Jorasses : Travessia
74. Aiguille Verte : Aresta das Grands Montets
75. Aiguille Noire de Peuterey : Aresta S
76. Les Courtes : Esporão central NNE
77. Aiguille Verte : Aresta sans nom
78. Dent du Requin : Face N
79. Aiguille Verte : Corredor Couturier
80. Petit Dru : Face N
81. Mont Blanc : Aresta de l'Innominata
82. Les Droites : Esporão N
83. Aiguille Noire de Peuterey : Face W
84. Aiguilles de Chamonix : Travessia Aiguilles du Midi - Grépon
85. Petites Jorasses : Face W
86. Mont Blanc du Tacul : Pilier Gervasutti
87. Pointe Gugliermina : Face SW
88. Aiguille de Triolet : Face N
89. Grand Capucin : Face E
90. Mont Blanc : Via Major
91. Aiguille Verte : Vertente do Nant Blanc
92. Petit Dru : Pilier Bonatti
93. Aiguille du Fou : Face S
94. Les Courtes : Face N
95. Mont Blanc : Aresta de Peuterey
96. Grandes Jorasses : Esporão Croz (central)
97. Grandes Jorasses : Esporão Walker
98. Petit Dru : Face W (directa americana)
99. Les Droites : Face N
100. Mont Blanc : Pilier central do Freney

### Imagens externas
Enorme quantidade de imagens e descrições de cada sub-grupo  de montanhas do Maciço do Monte Branco em «SummitPost: Mont Blanc Group» (em inglês)

## Maciço des Écrins
Artigos sobre o Maciço des Écrins a que fazem referência os guias actualmente unicamente na  versão francesa fr:Les 100 plus belles courses#Le massif des Écrins